# John Armstrong (General)

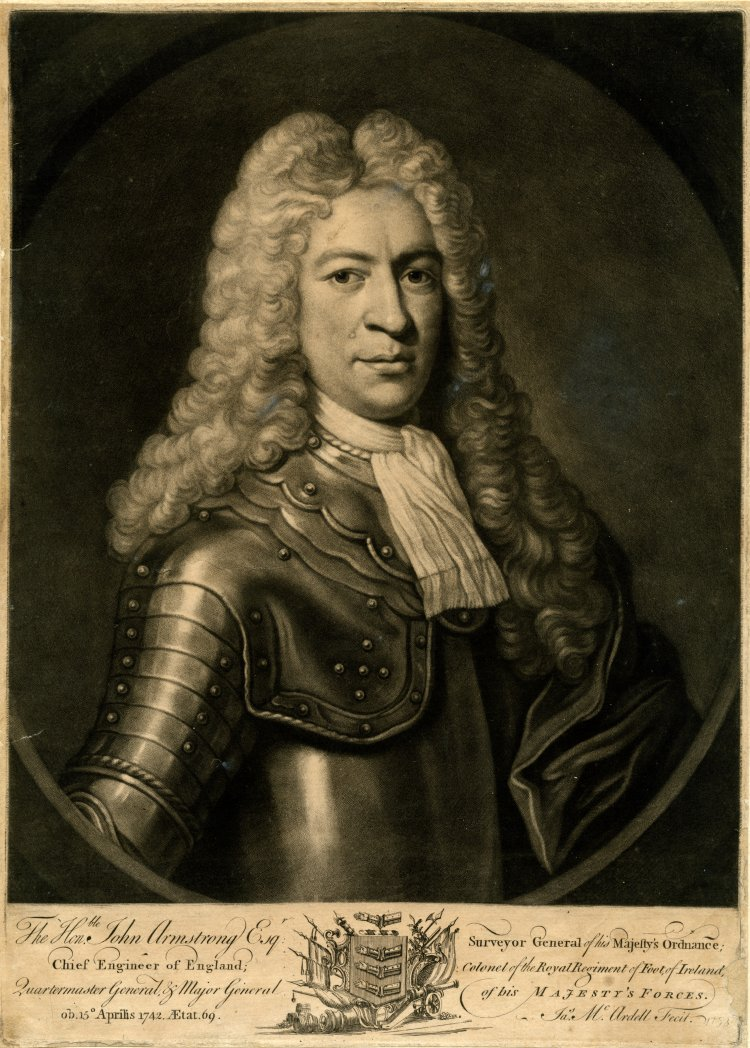
Maj.-Gen. John Armstrong

Major-General John Armstrong (* 31. März 1674 in Ballyard, im damaligen King's County (heute County Offaly), Königreich Irland; † 15. April 1742 in London) war ein britischer Offizier und Militäringenieur.

## Leben
Armstrong entstammte dem ursprünglich schottischen Adelsgeschlecht Armstrong und wurde als erstes von fünf Kindern des Robert Armstrong und der Lydia Howard geboren. 
Er trat mit 17 Jahren in Dienste der Wilhelminischen Armee in Irland, auf deren Seite er im Krieg der zwei Könige focht. Zwischen 1695 und 1697 diente er in Flandern und schloss sich nach seiner Rückkehr den Duke of Ormonde's Horse Guards an.
Aufgrund seiner außerordentlichen technisch-taktischen Fähigkeiten wurde er vom Duke of Ormonde an die britische Militärführung in Flandern empfohlen und diente dort ab 1703 unter dem Duke of Marlborough im seit 1701 andauernden Spanischen Erbfolgekrieg. Mittlerweile im Range eines Leutnants nahm er 1704 an der Zweiten Schlacht bei Höchstädt teil und tat sich dabei besonders hervor, weshalb auch der Oberbefehlshaber der verbündeten kaiserlichen Truppen, Prinz Eugen, auf ihn aufmerksam wurde.
Im weiteren Verlauf des Krieges scheint er sich zunehmend Ansehen erworben zu haben. So bot ihm 1708 August der Starke die Übernahme eines polnischen Regiments als Generalleutnant an, was er jedoch ausschlug. 1709 überredete Prinz Eugen zunächst Marlborough, Armstrong die Erlaubnis zu erteilen den Posten als Generalquartiermeister der kaiserlichen Truppen einzunehmen. Als jedoch die entsprechende Funktion im britischen Heer wenig später vakant wurde, holte Marlborough Armstrong wieder in die eigenen Reihen zurück und beförderte ihn gleichzeitig zum Oberstleutnant.

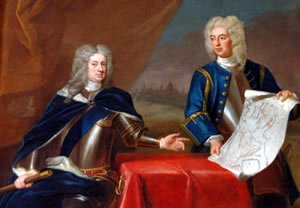
John Armstrong mit dem Duke of Marlborough

Besondere Beachtung fand 1711 die wesentlich von ihm, mittlerweile Oberst, geplante und erfolgreich durchgeführte Belagerung von Bouchain, die als technische Meisterleistung gefeiert wurde und der letzte große Sieg des Dukes sein sollte. Als Dank für diesen Erfolg wurde Armstrong die seltene Ehre einer gemeinsamen Porträtierung mit seinem Feldherrn durch den berühmten Maler Godfrey Kneller zuteil. Das Originalgemälde hängt noch heute in Marlborough House aus.
Im Jahre 1712 bot Prinz Eugen Armstrong erneut an, in seine Dienste zu treten und dabei sowohl ein Kavallerieregiment zu übernehmen, als auch wieder als Generalquartiermeister zu fungieren. Armstrong lehnte das Angebot aufgrund der damals im Vergleich geringen Besoldung in der kaiserlichen Armee jedoch ab.
Er verblieb als Generalquartiermeister im britischen Heer und machte dort weiter Karriere. 1714 wurde er zum Chief Engineer of England ernannt, 1722 zum Surveyor-General of the Ordnance und 1735 zum Oberst der Royal Regiment of Foot of Ireland. Alle drei Titel hielt er bis zu seinem Tode in Personalunion inne. Noch im Jahr 1735 wurde er zum Brigadegeneral und 1739 schließlich zum Generalmajor befördert. 
Im Jahre 1717 verantwortete er den Aufbau der Royal Brass Foundry in Woolwich, welche später als Royal Arsenal bekannt wurde. Als seine langjährigen Pläne, eine Militärakademie aufzubauen endlich bewilligt wurden, gründete er 1741 die Royal Military Academy Woolwich.

## Sonstige Ehrungen
Armstrong wurde 1723 als Mitglied in der Royal Society aufgenommen. Ehrenhalber wurde er zum Lieutenant-Governor des Tower of London ernannt, wo er auch später in der dort befindlichen Kirche St Peter ad Vincula beigesetzt wurde. Im Londoner Stadtteil Woolwich, in der sich sowohl das Royal Arsenal, als auch die Royal Military Academy befinden, ist die Armstrong Road nach ihm benannt.

## Familie
Von der Linie der Herren von Mangerton abstammend, war der Großvater von John Armstrong, Andrew, Ende des 16. Jahrhunderts von Schottland nach Irland übergesiedelt. Dort wurde dieser Stammvater einer weitverzweigten Familie. So war John Armstrong etwa Neffe 2. Grades von Sir Thomas Armstrong. 1714 heiratete er Anne-Priscilla Burroughs, mit der er fünf Töchter hatte.  